# Жураев, Хамро
Хамро Жураев (1933 год — 2000 год) — передовик производства, шахтёр. Герой Социалистического Труда (1970).

## Биография
В 1950 году окончил ремесленное училище в Чирчике. Трудовую деятельность начал в 1950 году на Среднеазиатском заводе химического машиностроения. В 1952—1953 служил в Армии. С 1955 года стал трудиться на Ленинабадском горно-химическом комбинате Министерства среднего машиностроения СССР. В 1958 году переехал в Навои, где работал проходчиком в Северном рудоуправлении Навоийского горно-металлургического комбината. Внёс рационализаторские предложения для совершенствования шахтных проходок. С 1973 года работал слесарем по ремонту горно-шахтного оборудования. Принимал участие в освоении месторождения «Учкудук». За выдающиеся достижения в трудовой деятельности был удостоен в 1970 году звания Героя Социалистического Труда.

## Награды
- Герой Социалистического Труда — указом Президиума Верховного Совета СССР от 6 января 1970 года за достижение скоростных показателей при проходке подземных горных выработок
- Орден Ленина (1970)